# Siglo XXIV
El siglo XXIV d. C. (siglo veinticuatro después de Cristo) o siglo XXIV e. c. (siglo veinticuatro de la era común) es el cuarto siglo del III milenio en el calendario gregoriano. Comenzará el 1 de enero de 2301 y terminará el 31 de diciembre de 2400.

## Predicciones astronómicas

### Lista de los largos eclipses totales de Sol
- 9 de junio de 2309: Eclipse total de Sol,[1] (6 min 30 s), del saros 142.
- 20 de junio de 2327: Eclipse total de Sol,[2] (6 min 21 s), del saros 142.
- 30 de junio de 2345: Eclipse total de Sol,[3] (6 min 07 s), del saros 142.
- 12 de julio de 2363: Eclipse total de Sol,[4] (5 min 51 s), del saros 142.
- 22 de julio de 2381: Eclipse total de Sol,[5] (5 min 33 s), del saros 142.
- 2 de agosto de 2399: Eclipse total de Sol,[6] (5 min 14 s), del saros 142.

### Otros fenómenos astronómicos
- 11 de septiembre de 2307: a 22:50 UTC, Venus ocultará a Urano.
- 2313: Triple conjunción Marte-Júpiter.
- 2319: Triple conjunción Marte-Saturno.
- 4 de junio de 2327: a 00:54 UTC, Venus ocultará Marte.
- 8 de octubre de 2335: a 14:51 UTC, Venus ocultará a Júpiter.
- 7 de abril de 2351: a 17:22 UTC, Mercurio ocultará a Urano.
- 13 de diciembre de 2360: Tránsito de Venus.
- 10 de diciembre de 2368: Tránsito de Venus.
- 2388: Triple conjunción Marte-Saturno.
- 11 de mayo de 2391: Tránsito parcial de Mercurio.
- 17 de noviembre de 2400: Venus ocultará a Antares: la última ocultación similar se produjo el 17 de septiembre de 525 a. C.

## Ciencia ficción
- La serie Escuadrón Rick transcurre en la década de 2300.
- El cómic 2301: Una odisea espacial transcurre en el 2301.
- En la serie animada Futurama, según la película Futurama: Bender's Big Score, Bender destruye la ciudad de Nueva York por primera vez en el año 2308.
- El anime Mobile Suit Gundam 00 transcurre entre el 2307 y 2314.
- En el videojuego Plants vs Zombies 2: It's About Time, el mundo del Futuro Lejano ocurre en el año 2323.
- La serie Altered Carbon transcurre en el año 2348.
- La serie animada Duck Dodgers, transcurre a mediados de este siglo (El "siglo 24 y medio").
- La saga Killzone transcurre desde el año 2340 hasta el 2360.
- Las series de ciencia ficción Star Trek: The Next Generation, Star Trek: Deep Space Nine y Star Trek: Voyager tienen lugar en las décadas de 2360 y 2370.
- Por su parte, las películas Star Trek: Generations, Star Trek: First Contact, Star Trek: Insurrection y Star Trek: Nemesis tienen lugar en la década de 2370.
- El libro Expedition está ambientado en la segunda mitad del siglo XXIV cuando ocurre la exploración al planeta ficticio Darwin IV.
- La serie de videojuegos siguiente a Mega Man X, Mega Man Zero ocurre en este siglo junto con sus acontecimientos.
- El videojuego Starfield esta ambientado en este siglo.